# Христо Смирненський
Христо Димитров Смирненський (справжнє прізвище — Ізмірлієв) (болг. Христо Смирненски; 17(29) вересня 1898, Кукуш, Османська імперія (нині р. Кілкіс у Центральній Македонії (Греція)) — 18 червня 1923, Софія) — болгарський поет лівого спрямування, якого відносять до представників авангардних течій. Член терористичних комуністичних угруповань. Творчість поета стала нав'язуватися у системі середньої освіти Болгарії після Другої світової війни. 

## Біографія
Під час балканських воєн м. Кукуш було спалене і сім'я Христо перебралася в Софію. Писати вірші він почав ще будучи учнем гімназії. Першими пробами його поезії стали сатиричні та гумористичні вірші.
Дебютував у 1915 році з гумористичним діалогом, опублікованих під псевдонімом К'во да е. У Софії відвідував технічну школу, пізніше вступив в офіцерське училище. У 1918 році, після придушення офіцерського бунту, викликаного поразкою Болгарії в битві біля Ласкаво Поле, відмовився від військової кар'єри і став займатися журналістикою та літературною творчістю. Співпрацював як журналіст і репортер у гумористичних журналах і комуністичних виданнях.
У 1919-1920 брав участь у зборах соціалістів. З листопада 1919 за рішенням Компартії почав випускати гумористичне літературно-художнє видання «Червен смях». Член БКП (тісних соціалістів) з 1921.
У 1921-1922 редагував сатиричне видання «Българан», у 1922-1923 — «Маскарад».
Помер у молодому віці від туберкульозу. Похований у Софії на Центральному кладовищі.

## Творчість
У своїй творчості вперше створив значні художні образи революціонерів, оспівував так звану світову революцію (збірка віршів «Нехай буде день!», 1922). Мав збірки віршів «Червоні ескадрони», 1920, «Москва», 1921, «В Поволжі», 1922, та ін, які всі були позначені фатальним упливом вульгарної комуністичної ідеології. 
Х. Смирненський — талановитий сатирик («Pro patria», 1919, «Кронштадт», 1921, «Політична зима», 1921, і ін).
Використав понад 70 псевдонімів.

## Вибрані твори
- 1918 — Разнокалибрени въздишки и стихове у проза
- 1922 — Так бъде ден
- 1924 — Зимни вечери
- Роза Люксембург
- Съветска Русия
- На гості у дявола.

## Пам'ять
- На честь поета названо болгарське село Смирненски (Русенская область) .
- На честь поета названо Смирненский ніс (Smirnenski Point) в архіпелазі Південні Шетландські острови (координати 62°22'07" ю. ш. 59°22'45" з. д.).